# Strävbladiga växter
Familjen strävbladiga växter eller förgätmigejväxter (Boraginaceae) består av mer än 2 600 arter uppdelade på cirka 155 släkten. Dessa arter återfinns över hela jorden, men i störst koncentration runt Medelhavet.
I familjen ingår träd, buskar, örtartade växter och ett fåtal slingerväxter.  Familjen har fått sitt namn av att många av dessa, i synnerhet örterna, har sträva eller ludna blad. Blommorna är vanligen samlade i ensidiga knippen, klasar eller ax.

## Systematik
De strävbladiga växterna tillhör enligt APG II undergruppen euasterider I bland trikolpaterna. I denna grupp finns bland annat ordningarna Gentianales, Lamiales och Solanales, men om de strävbladiga växterna ska ingå i någon av dessa, eller i en egen (Boraginales) är ännu inte utrett. I det äldre Cronquistsystemet ingick de i Lamiales, men nyare forskning visar att de inte är mer släkt med familjerna i denna ordning än med dem i andra ordningar. Det finns även åsikten att de strävbladiga växterna skulle delas upp i flera familjer.
Släktena i familjen indelas ofta i underfamiljer, flera av dessa anges ibland ha status som familj:
- Boraginoideae
- Cordioideae
- Ehretioideae
- Heliotropioideae
- Indiankålsväxter - Hydrophylloideae
- Lennooideae